# Gábor Domokos
Gábor Domokos (* 12. November 1961 in  Budapest) ist ungarischer angewandter Mathematiker und Ingenieurwissenschaftler.
Domokos erwarb 1986 sein Diplom als Architekt und Ingenieur an der Technischen Universität in Budapest, an der er 1990 promoviert wurde und 1996 habilitiert. Danach hatte er dort eine volle Professur. Seit 2001 steht er der Graduiertenschule für Ingenieurwesen und Architektur vor.
Er ist seit 1999 Adjunct Professor an der Sibley School of Mechanical and Aerospace Engineering der Cornell University. 2008/09 war er Visiting Fellow am Trinity College in Cambridge.
Bekannt ist er durch die Entdeckung des Gömböc (2006 mit seinem Studenten Péter Várkonyi), ein dreidimensionaler konvexer Körper mit nur einer stabilen und nur einer labilen Gleichgewichtslage. Er löste damit ein Problem von Wladimir Arnold. Zuvor hatte er in der Natur (Untersuchung im Urlaub von tausenden Strandkieseln auf Rhodos) vergeblich danach gesucht. Der Gömböc richtet sich von selbst auf.
Er befasste sich auch mit der Formung von Kieseln durch Erosion bei Transport in Flüssen oder durch Winde, was er auch auf Kiesel auf dem Mars anwandte.
2004 wurde er korrespondierendes und 2010 volles Mitglied der Ungarischen Akademie der Wissenschaften. 2007 erhielt er das Ritterkreuz des Verdienstordens der Republik Ungarn.

## Schriften
- mit Philip Holmes: Euler's problem, Euler's method, and the standard map; or, the discrete charm of buckling, Journal of Nonlinear Science, Band 3, 1993, S. 109–151
- Global description of elastic bars, Zeitschrift für angewandte Mathematik und Mechanik, Band 74, 1994, S. T289–T291
- mit Z. Gáspár: A Global, Direct Algorithm for Path-Following and Active Static Control of Elastic Bar Structures, Journal of Structural Mechanics, Band 23, 1995, S. 549–571
- A group-theoretic approach to the geometry of elastic rings, Journal of Nonlinear Science, Band 5, 1995, S. 453–478
- mit P. Holmes, B. Royce: Constrained euler buckling, Journal of Nonlinear Science, Band 7, 1997, S. 281–314
- mit P. L. Varkonyi: Static equilibria of rigid bodies: dice, pebbles, and the Poincaré-Hopf theorem, Journal of nonlinear science, Band 16, 2006, S. 255–281
- mit P. L. Varkonyi: Mono-monostatic bodies: the answer to Arnold's question, The Mathematical Intelligencer, Band 28, Heft 4, 2006, S. 34–38.
- mit P. L. Varkonyi: Geometry and self-righting of turtles, Proceedings of the Royal Society B: Biological Sciences, Band 275, 2008, S. 11
- mit A. Sipos, T. Szab´, P. L. Várkonyi: Pebbles, shapes, and equilibria, Mathematical Geosciences, Band 42, 2010, S. 29–47
- mit G. W. Gibbons: The evolution of pebble size in space and time, Arxiv 2011
- mit G. W. Gibbons: Geometrical and physical models of abrasion, Arxiv 2013
- mit Philip Holmes, Zsolt Langi: A genealogy of convex solids via local and global bifurcations of gradient vector fields, Journal of Nonlinear Science, Band 26, 2016, S. 1789–1815,  Arxiv 2015
- mit Zsolt Lángi, Tímea Szabó: A topological classification of convex bodies, Geometria Dedicata, Band 182, 2016, S. 95–116, Arxiv